# Wereldkampioenschappen freestyleskiën 2017
De wereldkampioenschappen freestyleskiën 2017 werden van 7 tot en met 19 maart 2017 gehouden in de Spaanse Sierra Nevada. Er stonden twaalf onderdelen op het programma, zes voor mannen en zes voor vrouwen. Het programma was identiek aan de editie van 2015. Tegelijkertijd werden in de Sierra Nevada de FIS wereldkampioenschappen snowboarden 2017 gehouden.

## Wedstrijdschema
| Datum    | Tijd        | Mannen         | Vrouwen        |
| -------- | ----------- | -------------- | -------------- |
| 08 maart | 09:40 14:00 | Moguls         | Moguls         |
| 09 maart | 09:35 12:00 | Dual Moguls    | Dual Moguls    |
| 09 maart | 16:15       | Aerials (Q)    | Aerials (Q)    |
| 10 maart | 19:30       | Aerials        | Aerials        |
| 16 maart | 17:00       | Halfpipe (Q)   | Halfpipe (Q)   |
| 17 maart | 09:30       | Slopestyle (Q) | Slopestyle (Q) |
| 18 maart | 10:30 14:00 | Skicross       | Skicross       |
| 18 maart | 20:00       | Halfpipe       | Halfpipe       |
| 19 maart | 12:00       | Slopestyle     | Slopestyle     |

## Medailles

### Mannen
| Onderdeel   | Goud | Goud                  | Zilver | Zilver         | Brons | Brons            |
| ----------- | ---- | --------------------- | ------ | -------------- | ----- | ---------------- |
| Aerials     | USA  | Jonathon Lillis       | CHN    | Qi Guangpu     | AUS   | David Morris     |
| Halfpipe    | USA  | Aaron Blunck          | CAN    | Mike Riddle    | FRA   | Kevin Rolland    |
| Moguls      | JPN  | Ikuma Horishima       | FRA    | Benjamin Cavet | CAN   | Mikaël Kingsbury |
| Dual Moguls | JPN  | Ikuma Horishima       | USA    | Bradley Wilson | SUI   | Marco Tadé       |
| Skicross    | SWE  | Victor Öhling Norberg | NZL    | Jamie Prebble  | FRA   | François Place   |
| Slopestyle  | USA  | McRae Williams        | USA    | Gus Kenworthy  | GBR   | James Woods      |

### Vrouwen
| Onderdeel   | Goud | Goud            | Zilver | Zilver           | Brons | Brons                   |
| ----------- | ---- | --------------- | ------ | ---------------- | ----- | ----------------------- |
| Aerials     | USA  | Ashley Caldwell | AUS    | Danielle Scott   | CHN   | Xu Mengtao              |
| Halfpipe    | JPN  | Ayana Onozuka   | FRA    | Marie Martinod   | USA   | Devin Logan             |
| Moguls      | AUS  | Britteny Cox    | FRA    | Perrine Laffont  | CAN   | Justine Dufour-Lapointe |
| Dual Moguls | FRA  | Perrine Laffont | KAZ    | Joelia Galysjeva | USA   | Jaelin Kauf             |
| Skicross    | SWE  | Sandra Näslund  | SUI    | Fanny Smith      | FRA   | Ophélie David           |
| Slopestyle  | FRA  | Tess Ledeux     | SWE    | Emma Dahlström   | GBR   | Isabel Atkin            |

### Medailleklassement
| Plaats | Land                | Goud | Zilver | Brons | Totaal |
| 1      | Verenigde Staten    | 4    | 2      | 2     | 8      |
| 2      | Japan               | 3    | 0      | 0     | 3      |
| 3      | Frankrijk           | 2    | 3      | 3     | 8      |
| 4      | Zweden              | 2    | 1      | 0     | 3      |
| 5      | Australië           | 1    | 1      | 1     | 3      |
| 6      | Canada              | 0    | 1      | 2     | 3      |
| 7      | China               | 0    | 1      | 1     | 2      |
| 7      | Zwitserland         | 0    | 1      | 1     | 2      |
| 9      | Kazachstan          | 0    | 1      | 0     | 1      |
| 9      | Nieuw-Zeeland       | 0    | 1      | 0     | 1      |
| 11     | Verenigd Koninkrijk | 0    | 0      | 2     | 2      |
| Totaal | Totaal              | 12   | 12     | 12    | 36     |